# Parc Reial de Studley
El Parc Real de Studley és un parc que conté les ruïnes de l'abadia cistercenca de Fountains, entorn de la qual es va desenvolupar el parc, es troba a Yorkshire, Anglaterra. Està inscrit a la llista del Patrimoni de la Humanitat de la UNESCO des del 1986.